# Creepozoids
Pour plus de détails, voir Fiche technique et Distribution.
Creepozoids est un film de science-fiction américain réalisé par David DeCoteau, sorti en 1987.

## Synopsis
Alors que la guerre nucléaire fait rage, et que les pluies acides déciment ce qu'il reste de la population, un groupe de déserteurs trouve refuge dans un étrange lieu qui semble avoir été un laboratoire de recherche scientifique ayant appartenu à l'armée. Ils ignorent que les résultats de ces expériences militaires sont toujours là, et que des mutants humanoïdes rôdent dans les entrepôts.

## Fiche technique
- Titre : Creepozoids
- Réalisation : David DeCoteau
- Scénario : David DeCoteau et Buford Hauser
- Production : David DeCoteau, John Schouweiler, Jackie Napoli, Linnea Quigley et Charles Band
- Sociétés de production : Beyond Infinity, Empire Pictures et Titan Productions
- Budget : 150 000 dollars
- Musique : Guy Moon
- Photographie : Thomas L. Callaway (en)
- Montage : Miriam L. Preissel
- Décors : Royce Mathew
- Pays d'origine : États-Unis
- Format : Couleurs - 1,85:1 - Mono - 35 mm
- Genre : Horreur, science-fiction
- Durée : 72 minutes
- Date de sortie : septembre 1987 (États-Unis)

## Distribution
- Linnea Quigley : Blanca
- Ken Abraham : Butch
- Michael Aranda : Jesse
- Richard L. Hawkins : Jake
- Kim McKamy : Kate
- Joi Wilson : la femme

## Production

### Tournage
Le film fut tourné en quinze jours dans un entrepôt de Los Angeles.

## Autour du film
- Linnea Quigley, qui avait déjà tourné l'année précédente dans Nightmare Sisters sous la direction du cinéaste, retournera avec lui à de nombreuses reprises : Sorority Babes in the Slimeball Bowl-O-Rama en 1988, Ma prof est une extraterrestre, Deadly Embrace et American Rampage en 1989, Murder Weapon en 1990, Beach Babes from Beyond et The Girl I Want en 1993, et enfin, The Killer Eye en 1999.
- Kim McKamy, qui interprète ici le personnage de Kate, est une célèbre actrice de films pornographiques connue sous le nom d'Ashlyn Gere, et qui avait déjà joué l'année précédente dans Dreamaniac, premier film cinéma de David DeCoteau. On l'a revue ensuite dans des séries télévisées fantastiques comme X-Files et au cinéma dans The One.
- D'après le commentaire audio de David DeCoteau présent sur l'édition américaine du DVD de Voodoo Academy, Creepozoids aurait connu une exploitation en salle au Royaume-Uni[1].